# Nicholas Pocock
Pour les articles homonymes, voir Pocock.
Nicholas Pocock, né le 2 mars 1740 et mort le 9 mars 1821, est un peintre britannique connu pour ses nombreuses représentations de batailles navales. Il a également produit maintes aquarelles et huiles.

## Bibliographie

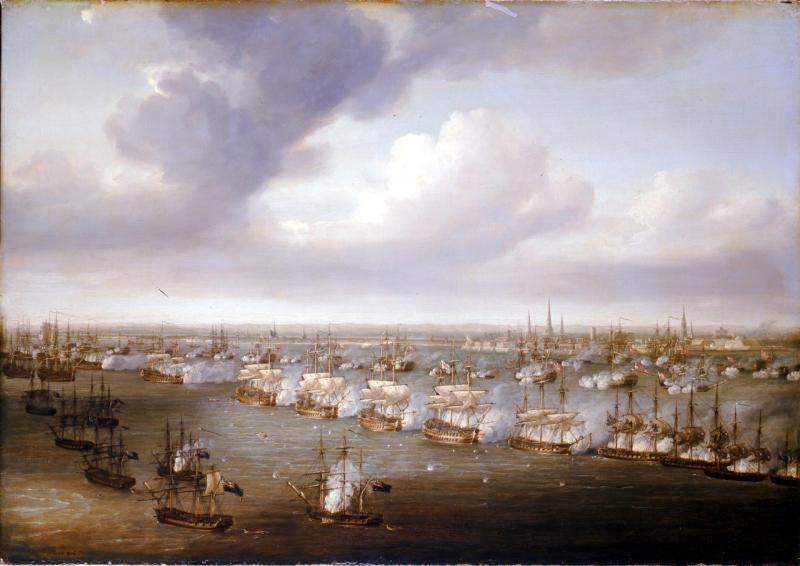
Bataille de Copenhague
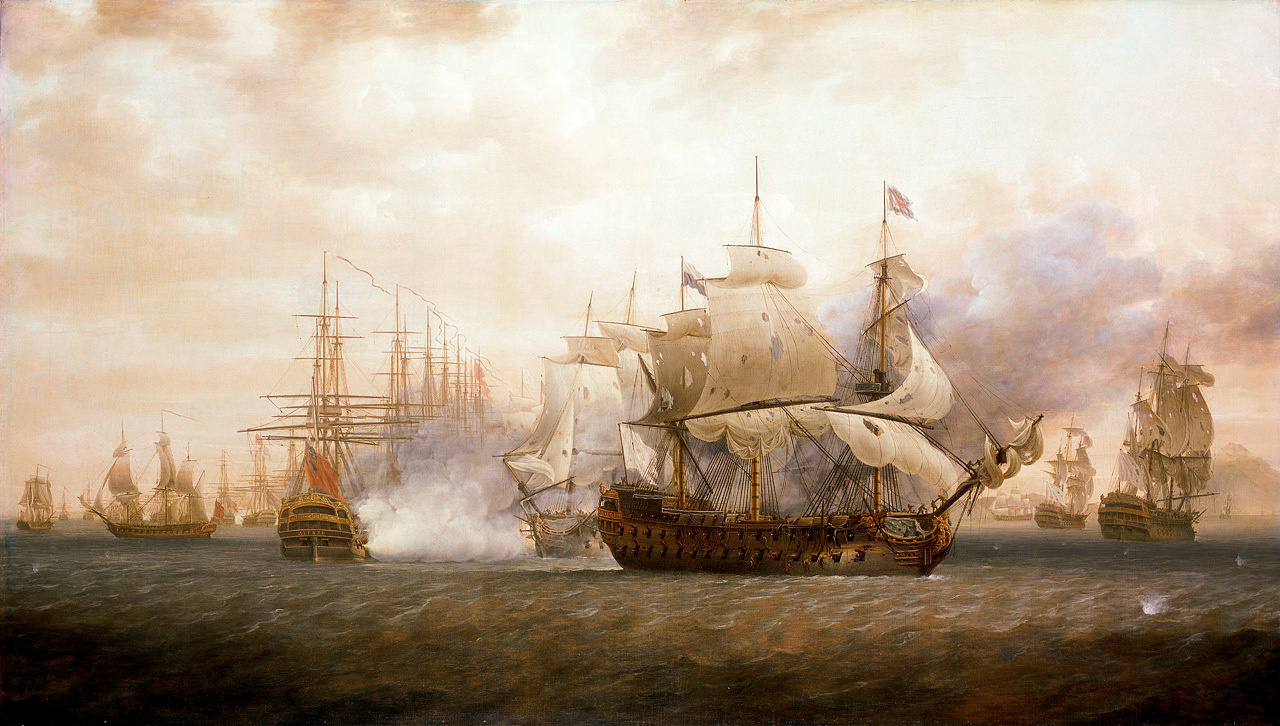
Bataille de Frigate Bay